# معركة سيدي كريم القرباع
معركة سيدي كريم القرباع هي إحدى المعارك البارزة التي خاضها المجاهدون الليبيون ضد الاحتلال الإيطالي ضمن المرحلة الأولى من الغزو الإيطالي لليبيا. اندلعت المعركة في منطقة الطبيب الواقعة جنوب وغرب مدينة درنة في برقة، بتاريخ 16 مايو 1913، وأسفرت عن انتصار المجاهدين.
شهدت المعركة اشتباكات عنيفة، انتهت بتراجع كبير في صفوف القوات الإيطالية، وخسائر فادحة في الأرواح والعتاد. وقد وصفتها الصحف الإيطالية بـ"معركة يوم الجمعة" نظرًا لتوقيتها، وعدّتها المصادر العسكرية الإيطالية من أسوأ الهزائم التي منيت بها إيطاليا في ليبيا خلال تلك الفترة.